# Bustamante (Nuevo León)
Bustamante è un comune del Messico, situato nello stato di Nuevo León, il cui capoluogo è la località omonima.